# 北海道道269号蕨岱国富停車場線
北海道道269号蕨岱国富停車場線（ほっかいどうどう269ごう わらびたいくにとみていしゃじょうせん）は、北海道岩内郡共和町内を結ぶ一般道道（北海道道）である。

## 概要

### 路線データ
- 起点：北海道岩内郡共和町梨野舞納（国道229号交点）
- 終点：北海道岩内郡共和町国富（旧国鉄 岩内線 国富駅跡）
- 総延長：13.730 km
- 実延長：9.037 km
- 重用延長：4.693 km

### 道路管理者
- 後志総合振興局 小樽建設管理部 共和出張所

## 歴史
- 1957年（昭和32年）7月25日 - 199号として路線認定[1]。
- 1985年（昭和60年）7月1日 - 岩内線の廃線に伴い、国富駅は廃駅となる。
- 1994年（平成6年）10月1日 - 路線番号を269号に変更[2]。

この路線の前身は、1950年（昭和25年）3月14日に認定された準地方費道198号蕨台倶知安線の一部区間である。

## 路線状況

### 重複区間
- 北海道道1174号発足前田線（共和町発足 - 共和町発足）
- 国道276号（共和町幌似 - 共和町国富）

### 道路施設

#### 主な橋梁
- 宿内橋（47 m、ソコナイ川、共和町梨野舞納）
- 隅元橋（148 m、堀株川、共和町梨野舞納 - 共和町発足）
- 第2水松橋（14 m、赤川、共和町発足）
- 神恵橋（27 m、泥川、共和町発足 - 共和町幌似）
- 島付内橋（20 m、シマツケナイ川、共和町国富）

## 地理

### 通過する自治体
- 後志総合振興局
  - 岩内郡共和町

### 交差する道路
共和町
- 国道229号 - 梨野舞納（起点）
- 北海道道818号発足線 - 発足
- 国道276号 - 幌似、国富（重複）

### 沿線にある施設など
共和町
- 発足郵便局
- きょうわ農業協同組合発足支所
- 幌似鉄道記念公園
- 共和町立共和中学校
- 共和町立東陽小学校